# Blood of Zeus
Blood of Zeus è una serie televisiva animata fantasy statunitense, creata e scritta da Charley e Vlas Parlapanides per Netflix. Prodotta da Powerhouse Animation Studios con l'animazione affidata agli studi sudcoreani Mua Film e Hanho Heung-Up, la serie è stata presentata il 27 ottobre 2020 su Netflix.
Nel dicembre 2020 la serie è stata rinnovata per una seconda stagione, che ha debuttato il 10 maggio 2024. Nel luglio 2024, la serie è stata rinnovata per una terza e ultima stagione prevista per l'8 maggio 2025.

## Trama
Ambientata nel mondo della mitologia greca, la serie ruota attorno a Heron, un semidio figlio di Zeus che cerca di salvare l'Olimpo e la Terra da diverse minacce. Nel suo prologo la serie afferma di raccontare una delle storie “perdute” della mitologia piuttosto che parte dei miti già conosciuti. Heron e gli altri personaggi dovranno scontrarsi con giganti, demoni, automi, titani e cavalcature mitiche tratte dai più grandi racconti mitologici.

## Personaggi

### Introdotti nella prima stagione
- Heron, doppiato da: Derek Philips (ed. inglese), Flavio Aquilone (ed. italiana).
Semidio figlio illegittimo di Zeus e della mortale Electra. Viene riconosciuto da Zeus come proprio figlio e dopo la morte della madre, intraprende un difficile cammino per capire quale sia il suo destino e il suo posto nel mondo. Anche se dimostra un'indole impulsiva e irascibile, scoprirà di avere l'animo, il coraggio e la forza di volontà di un vero guerriero.
- Zeus, doppiato da: Jason O'Mara (ed. inglese), Stefano Alessandroni (ed. italiana).
Dio del cielo e del fulmine, sovrano assoluto dell'Olimpo. È fratello di Poseidone, Ade, Era, Demetra, Estia e Chirone e marito di Era; è anche il padre di diversi personaggi mitologici, compreso Heron. Egli ha amato sinceramente Electra e tiene molto a tutti i suoi figli, sia legittimi che clandestini. Pur essendo molto istintivo e dedito ai propri piaceri, a modo suo ha a cuore sua moglie Era e sa essere saggio e compassionevole.
- Era, doppiata da: Claudia Christian (ed. inglese), Sabrina Duranti (ed. italiana).
Dea delle nascite e dei matrimoni, regina dell'Olimpo e sorella/moglie di Zeus. Vendicativa, carismatica e impetuosa, si rivolta contro Zeus dopo aver scoperto il suo ennesimo tradimento con una mortale scatenando una terribile guerra civile tra le divinità e i giganti.
- Seraphim, doppiato da: Elias Toufexis (ed. inglese), Riccardo Scarafoni (ed. italiana).
Capo dell'esercito di demoni. Assetato di vendetta, a causa di un tragico passato, si scopre essere il figlio scomparso di Electra e fratellastro di Heron, nonché sua nemesi. È costretto in momenti diversi ad allearsi prima con Era, alla quale poi si ribella, e poi viene soccorso da Ade che gli offre la tanto agognata libertà in cambio del suo aiuto. È un personaggio enigmatico e tenebroso ed è chiaro che provi un forte disprezzo verso gli dei.
- Electra, doppiata da: Mamie Gummer (ed. inglese), Beatrice Margiotti (ed. italiana).
Madre di Heron e Seraphim, amata da Zeus. Un tempo era la regina di Corinto, finché non fu costretta a scappare e a nascondersi per proteggere Heron.
- Alexia, doppiata da: Jessica Henwick (ed. inglese), Maria Giulia Ciucci (ed. italiana).
Giovane e forte guerriera amazzone. È la prima a riconoscere il coraggio di Heron e diventa sua grande amica.
- Kofi, doppiato da: Adetokumboh M'Cormack (ed. inglese), Gabriele Sabatini (ed. italiana).
Ladro e truffatore. Amico di Evios, si unisce a Heron e alla sua crociata dopo avergli salvato la vita. Diventa molto amico di Heron, Alexia ed Evios.
- Evios, doppiato da: Chris Diamantopoulos (ed. inglese), Gabriele Lopez (ed. italiana).
Ladro e truffatore. Amico di Kofi, si unisce a Heron e alla sua crociata dopo avergli salvato la vita divenendo suo grande amico.
- Ermes, doppiato da: Matthew Mercer (ed. inglese), Alberto Franco (ed. italiana).
Dio dei ladri, dei confini e del commercio. È il messaggero degli dei e uno dei figli illegittimi di Zeus. Accolse fin da subito Heron riconoscendolo come suo fratello e si schierò con suo padre durante la guerra civile nel pantheon.
- Artemide, doppiata da: Jennifer Hale (ed inglese).
Dea della luna, della caccia e della natura selvaggia, sorella gemella di Apollo e una dei figli illegittimi di Zeus. Riservata e forte, si schierò con suo padre durante la guerra civile degli dei greci.
- Apollo, doppiato da: Adam Croasdell (ed. inglese), Matteo Costantini (ed. italiana).
Dio del sole, della musica e della profezia, fratello gemello di Artemide e uno dei figli illegittimi di Zeus. Di indole forte e risoluta, anch'egli accettò volentieri Heron come suo fratello e si schierò con suo padre durante la guerra civile degli dei greci.
- Ares, doppiato da: Matt Lowe (ed. inglese), Fausto Jacopo Tognini (ed. italiana).
Dio della guerra e della violenza, figlio di Zeus ed Era. Arrogante e violento, rimane fedele a sua madre. Si schierò con lei durante la guerra civile degli dei greci.
- Efesto, doppiato da: Adam Croasdell (ed. inglese).
Dio della forgiatura, dell'artigianato e della metallurgia. Figlio di Zeus ed Era e il Fabbro degli Dei. Successivamente lega con Heron. Si schierò con suo padre durante la guerra civile degli dei greci.
- Poseidone, doppiato da: Chris Diamantopoulos (ed. inglese), Alessandro Ballico (ed. italiana).
Dio dei mari, dei terremoti e dei cavalli. Fratello di Ade, Zeus, Era, Estia e Demetra. Dopo che Era offrì il mare ai giganti se si fossero schierati con lei, lui scelse di schierarsi con il fratello Zeus durante la guerra civile degli dei.
- Chirone, doppiato da: David Shaughnessy (ed. inglese).
Centauro ed era il custode del figlio di Zeus, Ercole e dell'amazzone Alexia. Figlio di Crono e Filira e fratellastro di Estia , Demetra, Era, Ade, Poseidone e Zeus.
- Ade, doppiato da: Fred Tatasciore (ed. inglese).
Dio dei morti e sovrano dell'Oltretomba. Non prese parte alla guerra civile rimanendone neutrale, ma offrì rifugio a tutti coloro che volevano fuggire dall'Olimpo. Stanco del tormento che è costretto a vivere a causa del suo lavoro negli inferi e al doversi separare dall'amata sposa Persefone, decide di prendere in mano e rendere suo il potere che potrebbe donare a lui e alla sua famiglia la serenità.

### Introdotti nella seconda stagione
- Persefone, doppiata da: Lara Pulver (ed. inglese).
Dea della Primavera e regina dell'Oltretomba. Figlia di Zeus e Demetra. Persefone è l'amata e fedele moglie di Ade e la madre di Zagreo e Melinoe. Anche lei come il marito desidera essere libera di vivere felicemente e senza restrizioni l'amore con il suo sposo e i loro figli.
- Estia, doppiata da: Vanessa Marshall (ed. inglese).
Dea vergine della casa e del focolare, sorella di Zeus, Poseidone, Ade, Demetra ed Era. Si schierò con suo fratello Zeus durante la guerra civile degli dei greci.
- Atena, doppiata da: Sarah Elmaleh (ed. inglese).
Dea vergine della saggezza e della strategia, figlia di Zeus nata da un matrimonio precedente a quello con Era. Molto forte, saggia e cosciente, si schierò con suo padre durante la guerra civile degli dei greci.
- Gaia, doppiata da: (ed. inglese).
Dea primordiale della terra, madre dei titani e della prima generazione di giganti.
- Ecate, doppiata da: Courtenay Taylor (ed. inglese).
Dea anatolica della magia e della stregoneria.
- Gorgo, doppiata da Rachel Rosenbloom (ed. inglese).
Una gentile sacerdotessa al servizio di Estia e amore perduto, corrisposto, di Seraphim. Inizialmente, la sua anima è condannata alla sofferenza eterna, ma Seraphim incitato prima da Ade e poi aiutato da Heron riesce a salvarla per poi dichiarare ciò che prova per lei.
- Demetra, doppiata da: Cissy Jones (ed. inglese).
Dea del raccolto, dell'agricoltura e della terra. Sorella di Estia ed Era e di Zeus, Ade e Poseidone. La dea Demetra si schierò con Era durante la guerra civile degli dei greci. Non accettò mai il matrimonio tra Ade e sua figlia Persefone. Sebbene lo stesso Zeus abbia dato il suo benestare e la stessa Persefone si sia dichiarata sinceramente innamorata, ricambiata, del suo sposo, la dea nutre ancora rancore verso Ade, in quanto lo accusa di averle portato via Persefone e l'astio viene provato anche contro Zeus.
- Tifone, nato insieme ai giganti, è il peggior incubo degli dei olimpi. Sebbene non sia mai comparso effettivamente nella serie animata, viene presentato indirettamente da Ade nel secondo episodio della seconda stagione, mentre viene menzionato per la prima volta da Gaia nell'episodio finale, quando viene liberato da quest'ultima come punizione per gli dèi che fuggono terrorizzati al solo sentire il suo nome.

### Introdotti nella terza stagione
- Crono, doppiato da Alfred Molina (ed. inglese).
Titano del tempo, re dei titani e padre degli dei olimpici.
- Teope, doppiata da Sarah Elmaleh (ed. inglese).
Sacerdotessa delle Menadi ed ex amante di Evios.
- Le Furie, doppiate da Courtenay Taylor (ed. inglese)
Dee della vendetta e della punizione.
- Potnia, doppiata da Courtenay Taylor (ed. inglese)
Dea oscura che dimora nella torre dei venti e custode della collana di Armonia.

## Episodi
| Stagione         | Episodi | Pubblicazione USA | Pubblicazione Italia |
| ---------------- | ------- | ----------------- | -------------------- |
| Prima stagione   | 8       | 2020              | 2020                 |
| Seconda stagione | 8       | 2024              | 2024                 |
| Terza stagione   | 8       | 2025              | 2025                 |

## Accoglienza
Per la serie, l'aggregatore di recensioni Rotten Tomatoes ha raccolto 21 critiche e ha identificato il 100% di esse come positive, con una valutazione media di 8,14/10. Il consenso della critica sul sito web recita: "Riforgiando la mitologia greca come un'epica battle royale con immagini eleganti e doppiaggio genuino, Blood of Zeus si guadagna un posto sul Monte Olimpo dell'animazione d'azione". Inverse.com ha definito la serie "il miglior anime americano di Netflix di sempre", mentre IGN le ha assegnato un punteggio di 9/10. In un post che riassume un'intervista sul suo podcast con i creatori della serie, Kate Sánchez ha affermato che la serie offre "una visione sfumata della rabbia e di come si relaziona al potere" e ha notato come la serie faccia parte della "tendenza continua dell'animazione per adulti". La serie è stata candidata per un Annie Award per la migliore musica nel 2021.